# Східний Тимор на літніх Олімпійських іграх 2016
Східний Тимор на літніх Олімпійських іграх 2016 був представлений трьома спортсменами в двох видах спорту. Жодної медалі олімпійці Східного Тимору не завоювали.

## Спортсмени
| Дисципліна     | Чоловіки | Жінки | Разом |
| -------------- | -------- | ----- | ----- |
| Легка атлетика | 1        | 1     | 2     |
| Велоспорт      | 0        | 1     | 1     |
| Разом          | 1        | 2     | 3     |

## Легка атлетика
Східний Тимор отримав універсальні місця від IAAF на участь у Олімпіаді двох легкоатлетів (по одному кожної статі).
Легенда
- Примітка – для трекових дисциплін місце вказане лише для забігу, в якому взяв участь спортсмен
- Q = пройшов у наступне коло напряму
- q = пройшов у наступне коло за добором (для трекових дисциплін - найшвидші часи серед тих, хто не пройшов напряму; для технічних дисциплін - увійшов до визначеної кількості фіналістів за місцем якщо напряму пройшло менше спортсменів, ніж визначена кількість)
- NR = Національний рекорд
- N/A = Коло відсутнє у цій дисципліні
- Bye = спортсменові не потрібно змагатися у цьому колі

Трекові і шосейні дисципліни
| Спортсмен      | Дисципліна                    | Попередній забіг | Попередній забіг | Півфінал         | Півфінал         | Фінал            | Фінал            |
| Спортсмен      | Дисципліна                    | Час              | Місце            | Час              | Місце            | Час              | Місце            |
| -------------- | ----------------------------- | ---------------- | ---------------- | ---------------- | ---------------- | ---------------- | ---------------- |
| Аугусту Соареш | біг на 1500 метрів (чоловіки) | 4:11.35 PB       | 12               | Завершив виступ  | Завершив виступ  | Завершив виступ  | Завершив виступ  |
| Нелія Мартінс  | біг на 1500 метрів (жінки)    | 5:00.53          | 13               | Завершила виступ | Завершила виступ | Завершила виступ | Завершила виступ |

## Велоспорт

### Маунтінбайк
Східний Тимор отримав запрошення від Тристоронньої комісії на участь у змаганнях з маунтінбайку однієї спортсменки, і це стало олімпійським дебютом країни крім легкої атлетики. Раніше спортсмени Східного Тимору змагалися у важкій атлетиці та боксі під олімпійським прапором, очікуючи визнання їхнього олімпійського комітету. 
| Спортсменка       | Дисципліна          | Час         | Місце |
| ----------------- | ------------------- | ----------- | ----- |
| Франселіна Кабрал | маунтінбайк (жінки) | LAP (5 кіл) | 28    |